# Alessio I di Trebisonda
Alessio I Comneno (in greco Αλέξιος Α΄ Μέγας Κομνηνός?, Alexios I Megas Komnēnos; Costantinopoli, 1182 – Trebisonda, 1º febbraio 1222) fu imperatore di Trebisonda dall'aprile del 1204 fino alla sua morte.
Era figlio primogenito del porfirogenito bizantino Manuele Comneno e della principessa georgiana Rusudan, ed era nipote da parte di padre dell'imperatore bizantino Andronico I Comneno (1182-1185) e da parte di madre era nipote di Giorgio III di Georgia.

## Biografia

### Gioventù

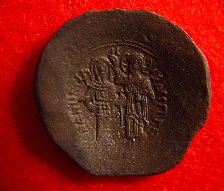
Moneta del nonno di Alessio, Andronico I Comneno.

Alessio nacque a Costantinopoli nel 1182, sotto il regno del parente tredicenne Alessio II Comneno. L'impero sotto il suo regno si trovava in guerra civile a causa della reggenza di Alessio II, contesa tra la madre, Maria Xene, e il cugino del padre di Alessio II, Andronico. Infine Andronico divenne reggente, facendo decapitare la madre di Alessio II nel settembre di quell'anno, poi nell'ottobre del 1183 fece uccidere anche il giovane Alessio II, diventando così unico imperatore. Andronico iniziò un regno di terrore, che si concluse nel 1185 con la sua uccisione. Come rappresaglia, il popolo voleva punire ogni parente dell'imperatore sanguinario, tra le vittime cadde anche il padre di Alessio, Manuele, che era divenuto erede al trono, fu prima accecato e poi molto probabilmente ucciso. La madre Rusudan impaurita fuggì nel regno di Georgia, dove era nata, con i suoi figli, Alessio e Davide, che erano stati nominati dal nonno cesari, dove furono allevati nella corte georgiana. Probabilmente nel 1200 Alessio insieme al fratello Davide, fu in contatto con Giovanni Comneno il Grosso, per rovesciare Alessio III Angelo (1195-1203) dal trono dei basileis, il colpo di Stato fallì.

### Un nuovo impero

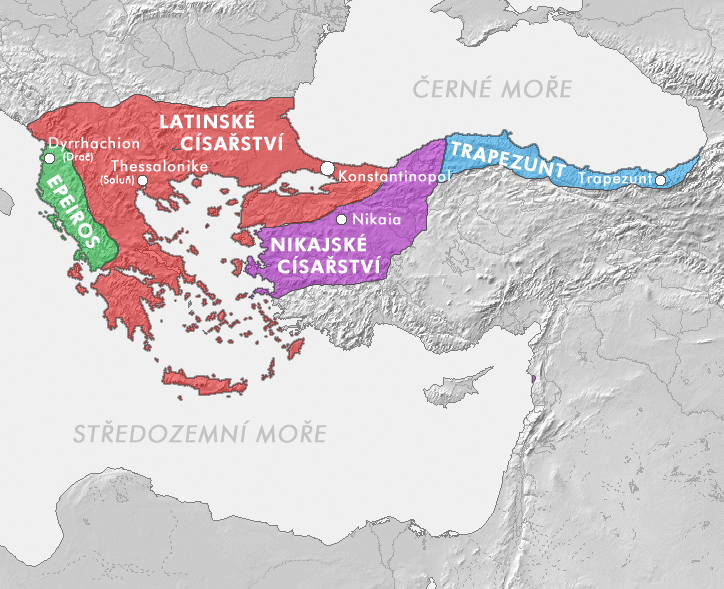
L'impero di Trebisonda (blu) nel 1206.

Nell'aprile del 1204, mentre Costantinopoli era sotto assedio, da parte dei crociati, Alessio e Davide che erano membri della corte della regina Tamara di Georgia, loro zia, chiesero alla regina se poteva fornire a loro, un esercito per poter conquistare dei territori ai turchi, in modo da poter creare uno stato, per poter continuare la dinastia comnena. La regina acconsentì la richiesta dei due nipoti, quindi gli fornì le truppe da loro richieste, con le quali poterono conquistare le città di Oinaion, Trebisonda e Sinope, territori d'origine della loro famiglia, terre dove fino al 1182 suo nonno era stato governatore, che si trovano nella parte settentrionale dell'Asia Minore, fino ai passi della catena del Ponto, strappando il territorio ai turchi. I due fratelli decisero che su questi territori avrebbe governato Alessio, mentre Davide con l'esercito avrebbe continuato le conquiste a Occidente. Mentre i due fratelli avevano conquistato i territori originari della loro famiglia, il 13 aprile cadde Costantinopoli, nelle mani dei crociati. Intanto Davide avanzava verso Occidente, con l'esercito georgiano, ingrandendo i suoi ranghi con mercenari locali, con questo esercito conquistò il Ponto e la Paflagonia, territorio dove si trovava il Kastamonou, l'ancestrale castello della famiglia dei Comneni. Davide conquistò i territori a ovest, tra cui la città di Eraclea Pontica, egli mirava di conquistare Costantinopoli.
Dopo aver creato questo nuovo stato, i due fratelli che erano entrambi imperatori, spartirono a metà le conquiste, a Oriente comandava Alessio e a Occidente il bellicoso Davide. La capitale di Alessio, che era anche quella ufficiale dell'impero fu la città di Trebisonda, che però non superava i 4 000 abitanti. Alessio e Davide, come eredi dello zio Andronico I, reclamarono il titolo di legittimi successori dell'impero bizantino, nominandosi così imperatori romani, o Mega Comneni, anche se questo titolo ci viene per la prima volta riportato, negli Annali di Giorgio Acropolita.

### Espansione e resistenza dell'impero

Bandiera dell'esercito dei Mega Comneni, creata da Alessio I Comneno e Davide I Comneno, sarà in uso fino alla caduta dell'impero di Trebisonda.

Alessio lasciò senza contestare il comando dell'esercito dell'impero, nelle mani del fratello Davide, che era un grande stratega ed era molto valoroso in battaglia. L'esercito di Davide combatté contro i niceani, comandati da Teodoro I Lascaris, in Bitinia nel 1205, ma furono sconfitti, così fu fermata l'avanzata trapezuntina alla città di Eraclea Pontica. I trapezuntini non poterono riorganizzarsi, come volevano i due sovrani, visto che i selgiuchidi iniziarono ad attaccare i loro confini. Nel 1205 Trebisonda fu assediata, da parte dei selgiuchidi, guidati dal sultano Kaykhusraw I. L'assedio durò fino al 1206, e vide vittoriosi i trapezuntini, che erano comandati direttamente da Alessio.
Scampato il pericolo della caduta della capitale, i trapezuntini poterono nuovamente riorganizzarsi, per continuare la guerra contro i niceani. Davide ricominciò la sua avanzata sulla Bitinia e inviò il giovane generale Sinadeno a occupare la città niceana di Nicomedia. Sinadeno non tenendo conto del pericolo che costituiva l'imperatore Teodoro I Lascaris, attraversò un passaggio dove era facile aspettarsi un'imboscata, infatti l'imboscata ci fu, gli uomini di Teodoro si scagliarono contro quelli di Sinadeno, battendoli e prendendo come prigioniero lo stesso Sinadeno. Con la sconfitta dell'esercito trapezuntino, Davide fu costretto a riconoscere il confine con l'impero di Nicea, alla città di Eraclea Pontica, anche se i niceani pretendevano anche questa città per loro.
Mentre Davide combatteva contro i nicenai, Alessio salpò con la flotta trapezuntina, per approdare in Crimea, dove obbligò la popolazione del luogo, a diventargli tributaria. Cherson, Kerč' e il loro entroterra divennero parte dell'impero, come provincia d'oltremare chiamata Perateia ('al di là del mare').
Intanto Davide non voleva darsi per vinto contro i niceani e quindi strinse un'alleanza con l'imperatore latino Enrico di Fiandra, contro l'impero di Nicea. Visto che la bellicosità di Davide non si placava, Teodoro decise di invadere l'impero di Trebisonda, organizzò un esercito basato soprattutto sugli arcieri, queste truppe avevano il morale molto alto, infatti in breve tempo conquistarono il distretto di Plousias. L'esercito niceano stava per assediare anche Eraclea Pontica, quando però tornò indietro, visto che i latini sotto il comando di Thierry de Loos, avevano conquistato Nicomedia.
Ma dopo poco i latini dovettero abbandonare la città, visto che furono richiamati in Tracia, dove l'impero latino era stato invaso dai bulgari. Comunque Davide volle ricompensarli per il loro aiuto, donando loro molti viveri, tra cui mais (impossibile! il mais non era noto nel Vecchio Mondo a quel tempo) e prosciutto. Davide poi chiese all'imperatore latino di includerlo nelle trattative con i niceani, in cambio di ciò, lui sarebbe divenuto suo vassallo. Davide usò questa mossa, perché sapeva di non poter resistere da solo contro l'esercito niceano, quindi egli preferiva essere nominalmente suddito dell'imperatore latino, piuttosto che perdere il suo territorio, in favore dei niceani. L'imperatore latino ovviamente accettò la proposta di Davide e immediatamente mandò al confine tra Nicea e Trebisonda, 300 ausiliari franchi, che attraversarono il fiume Sangarios e durante il loro cammino devastarono i villaggi niceani e riconquistarono il distretto di Prusias. Davide si ritirò, ma i franchi, incautamente avanzarono nel paese collinare, furono attaccati a sorpresa da Andronico Gido, un generale niceano, che attaccò i franchi nel passo di Rough, nei pressi di Nicomedia, furono tutti massacrati, tranne un uomo che avrebbe dovuto raccontare al suo imperatore ciò che era successo.

### La catastrofe
Dopo che i franchi erano stati sconfitti, Teodoro I Lascaris ne approfittò per attaccare i territori comandati da Davide, che non potevano resistere visti i pochi uomini che il mega Comneno disponeva, così tutti i suoi territori caddero, tranne delle cittadine vicine al confine con Alessio. La situazione diventò ancor più catastrofica quando i selgiuchidi, guidati dal sultano Kay Ka'us, vista la debolezza dell'impero di Trebisonda avevano deciso di attaccare l'impero, mettendo così sotto assedio Sinope. La città era difesa da Davide e Alessio, che era accorso in aiuto al fratello, ma durante l'assedio Davide rimase ucciso (1212). Alla fine la città cadde nelle mani dei selgiuchidi, che riuscirono a catturare anche Alessio. Alessio fu rimesso al trono di Trebisonda dai selgiuchidi, solo quando egli promise di diventare un loro vassallo. Con la caduta di Sinope, l'impero di Trebisonda si ridusse a solamente un lembo di terreno che si affacciava al Mar Nero, confinante solo con i turchi, diviso anche in due parti, vista la caduta di Sinope, non potendo così più ambire a riconquistare Costantinopoli e con essa la corona imperiale bizantina.

### Una nuova politica e la morte

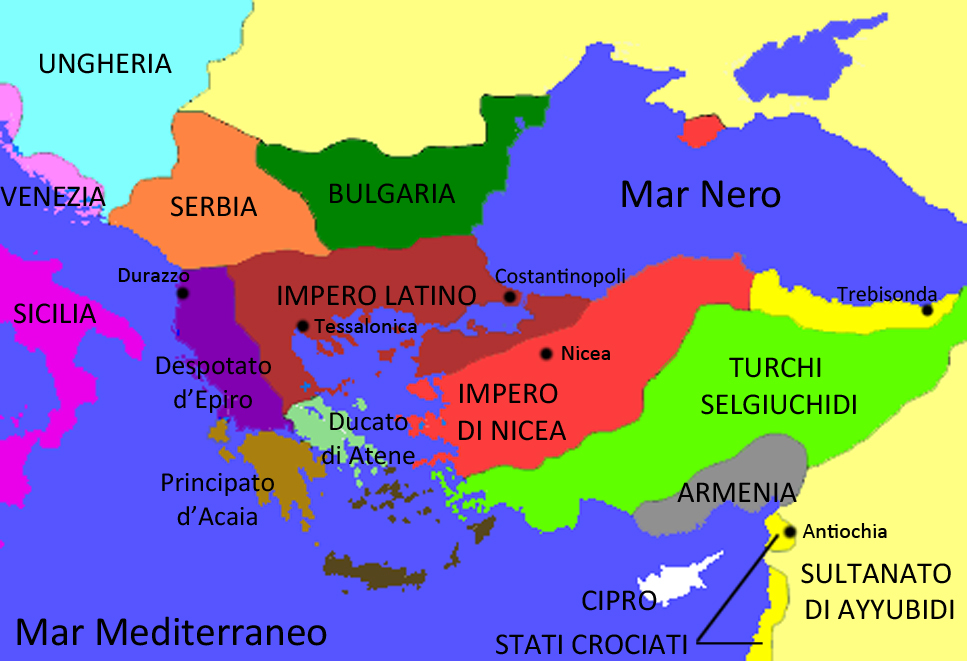
L'impero di Trebisonda (giallo) nel 1215.

Dopo essere rimpatriato e con la morte di suo fratello, di fatto Alessio era divenuto l'unico imperatore di Trebisonda, anche se ben poco rimaneva dei territori del fratello, che passarono al mega Comneno. Alessio dopo la sconfitta a Sinope, si rassegnò a una politica regionale, decise quindi di attuare una politica economica-sociale e di lasciar stare le guerre, che erano molto costose. Così facendo, da questo momento, l'impero di Trebisonda per il resto della sua esistenza rimase isolato dagli avvenimenti che succedevano fuori dal suo territorio.
La perdita di Sinope portò la frontiera Occidentale rispetto a Trebisonda, qualche anno prima già all'altezza di Eraclea e a capo Kerembi, di nuovo verso i fiumi Terme e Yeşil e a soli 250 chilometri dalla capitale. L'impero si spostò ad est per 170 km, verso i confini della Georgia, nei pressi di Soteropoli.
La politica economica che Alessio attuò, fu molto efficace, infatti l'impero prosperò nella ricchezza per tutta la sua esistenza, visto che Trebisonda era il più importante porto del mar Nero e vista la rete di commerci che fu organizzata con i regni cristiani del Caucaso e con le repubbliche marinare, in particolare con la repubblica di Genova.
Nella politica estera, Alessio volle tenersi in contatti di pace con tutti i paesi vicini, avendo relazioni con il regno di Georgia, il sultanato di Iconio, le repubbliche marinare, e i piccoli emirati vicini, quelli di Erzerum e Erzincan, questa politica sarà continuata anche dai suoi successori.
Alessio riorganizzò poi l'esercito, che da quel momento non avrebbe più attaccato, bensì difeso, infatti Alessio organizzò una potente difesa per il suo stato, avvantaggiato che il suo territorio era circondato dalla catena del Ponto, dove fece costruire delle fortezze, pronte a resistere ad ogni attacco turco, anche con pochi uomini e così fu, ogni volta che i turchi tentarono di invadere il suo territorio furono ricacciati indietro. Infatti in quel periodo, la capitale fu considerata inespugnabile, grazie alle difese naturali della città.

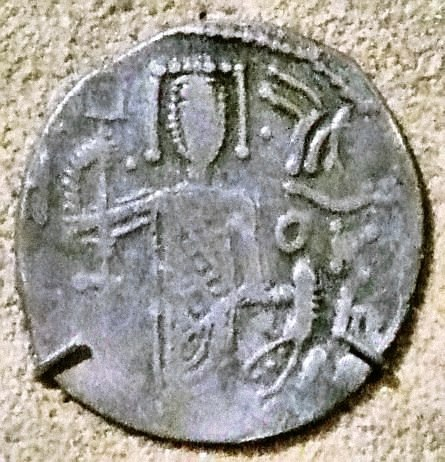
Asper d'argento di Manuele I Comneno, terzogenito di Alessio.

Trebisonda aveva un clima mite, un terreno fecondo molto adatto per la crescita dell'olivo e della vite, la capitale aveva un ottimo rifornimento d'acqua e c'era legno in abbondanza. Giovanni Eugenico nel suo Encomio, chiamato 'la mela degli occhi di tutta l'Asia', scrive che gli abitanti dell'impero credevano di godere di una protezione speciale di Sant'Eugenio di Trebisonda.
Alessio I Comneno morì il 1º febbraio 1222 gli succedette al trono il genero Andronico I Gido.

## Famiglia
Alessio sposò Teodora Axuchina, una nobildonna trapezuntina, da cui avrà tre figli, due maschi e una femmina:
- Comnena, sposò Andronico I Gido;
- Giovanni I Comneno, imperatore di Trebisonda dal 1235 al 1238;[16]
- Manuele I Comneno, imperatore di Trebisonda dal 1238 al 1263.[17]

## Ascendenza
|                         |                       |                      | Genitori             |  |  | Nonni |  |  | Bisnonni       |  |  | Trisnonni         |  |
|                         |                       |                      |                      |  |  |       |  |  | Isacco Comneno |  |  | Alessio I Comneno |  |
|                         |                       |                      |                      |  |  |       |  |  | Isacco Comneno |  |  | Alessio I Comneno |  |
|                         |                       | Irene Ducaena        |                      |  |  |       |  |  | Isacco Comneno |  |  |                   |  |
| Andronico I Comneno     |                       |                      |                      |  |  |       |  |  | Isacco Comneno |  |  |                   |  |
|                         |                       | Kata di Georgia      | Davide IV di Georgia |  |  |       |  |  |                |  |  |                   |  |
|                         |                       | Kata di Georgia      | Davide IV di Georgia |  |  |       |  |  |                |  |  |                   |  |
|                         |                       | Kata di Georgia      | …                    |  |  |       |  |  |                |  |  |                   |  |
| Manuele Comneno         |                       | Kata di Georgia      |                      |  |  |       |  |  |                |  |  |                   |  |
|                         |                       | …                    | …                    |  |  |       |  |  |                |  |  |                   |  |
|                         |                       | …                    | …                    |  |  |       |  |  |                |  |  |                   |  |
|                         |                       | …                    | …                    |  |  |       |  |  |                |  |  |                   |  |
| …                       |                       | …                    |                      |  |  |       |  |  |                |  |  |                   |  |
|                         |                       | …                    | …                    |  |  |       |  |  |                |  |  |                   |  |
|                         |                       | …                    | …                    |  |  |       |  |  |                |  |  |                   |  |
|                         |                       | …                    | …                    |  |  |       |  |  |                |  |  |                   |  |
| Alessio I di Trebisonda |                       | …                    |                      |  |  |       |  |  |                |  |  |                   |  |
|                         | Demetrio I di Georgia | Davide IV di Georgia |                      |  |  |       |  |  |                |  |  |                   |  |
|                         | Demetrio I di Georgia | Davide IV di Georgia |                      |  |  |       |  |  |                |  |  |                   |  |
|                         | Demetrio I di Georgia | Rusudan di Armenia   |                      |  |  |       |  |  |                |  |  |                   |  |
| Giorgio III di Georgia  | Demetrio I di Georgia |                      |                      |  |  |       |  |  |                |  |  |                   |  |
|                         |                       | Khuddan d'Alania     | …                    |  |  |       |  |  |                |  |  |                   |  |
|                         |                       | Khuddan d'Alania     | …                    |  |  |       |  |  |                |  |  |                   |  |
|                         |                       | Khuddan d'Alania     | …                    |  |  |       |  |  |                |  |  |                   |  |
| Rusudan                 |                       | Khuddan d'Alania     |                      |  |  |       |  |  |                |  |  |                   |  |
|                         |                       | …                    | …                    |  |  |       |  |  |                |  |  |                   |  |
|                         |                       | …                    | …                    |  |  |       |  |  |                |  |  |                   |  |
|                         |                       | …                    | …                    |  |  |       |  |  |                |  |  |                   |  |
| Burdukhan d'Alania      |                       | …                    |                      |  |  |       |  |  |                |  |  |                   |  |
|                         |                       | …                    | …                    |  |  |       |  |  |                |  |  |                   |  |
|                         |                       | …                    | …                    |  |  |       |  |  |                |  |  |                   |  |
|                         |                       | …                    | …                    |  |  |       |  |  |                |  |  |                   |  |
|                         |                       | …                    |                      |  |  |       |  |  |                |  |  |                   |  |